# Pseudamycus silvestris
Pseudamycus silvestris är en spindelart som beskrevs av George William Peckham och Elizabeth Maria Gifford Peckham 1907. Pseudamycus silvestris ingår i släktet Pseudamycus och familjen hoppspindlar. Inga underarter finns listade i Catalogue of Life.